# François-Xavier Putallaz
François-Xavier Putallaz est un philosophe suisse né le 6 février 1957 à Sion, dans le canton du Valais. Il est spécialisé en philosophie médiévale et a écrit de nombreux articles grand public. Docteur en philosophie de l'Université de Fribourg, il y enseigne au titre de professeur titulaire.

## Biographie
François-Xavier Putallaz est professeur de philosophie à l'Université de Fribourg. À l’exception d’un récit, il écrit des ouvrages de recherche philosophique, en histoire de la philosophie et en éthique médicale. Il publie à la fois des travaux scientifiques et des articles de vulgarisation, par exemple dans Pour la science et Le Nouvelliste.
François-Xavier Putallaz codirige la Collection « Vestigia. Pensée antique et médiévale » des éditions du Cerf de Paris ainsi que l'Academic Press Fribourg. Il est membre de la Commission nationale suisse d'éthique et également de la Commission cantonale valaisanne d'éthique médicale, de la Commission de bioéthique des évêques suisses. Il donne des conférences et intervient fréquemment à la radio et à la télévision,.
Il enseigne également à Sion aux lycéens du Collège de la Planta et est professeur invité dans les Universités de Genève et Lausanne, ainsi qu'à l'École Pratique des Hautes Études à Paris-Sorbonne.
Il a été membre du Comité international de bioéthique de l'UNESCO.

## Œuvres
François-Xavier Putallaz est l'auteur d'une quarantaine de publications.
- 1991 : Le sens de la réflexion chez Thomas d'Aquin[10], Vrin, Paris  (ISBN 9782711610730).
- 1991 : La connaissance de soi au XIIIe siècle : de Matthieu d'Aquasparta à Thierry de Freiberg, Vrin, Paris  (ISBN 9782711610747).
- 1995 : Insolente liberté : controverses et condamnations au XIIIe siècle, Cerf-EU, Pari-Fribourg  (ISBN 9782204052610).
- 1997 : Figures franciscaines : De Bonaventure à Duns Scot, Cerf, Paris  (ISBN 9782204054973). En italien : Figure francescane alla fine del XIII secolo, editoriale Jaca Book, 1996  (ISBN 9788816433038).
- 1998 : Le dernier voyage de Thomas d'Aquin, éditions Salvator  (ISBN 9782706701719). En italien : L'ultimo viaggio di Tommaso d'Aquino: romanzo, edizioni Piemme, 2000  (ISBN 9788838443381).
- 2009 : Études de philosophie médiévale, volume 66, J. Vrin, Université de Californie.
- 2017 : Le mal, Cerf, Paris  (ISBN 9782204124515).
- 2020 : La philosophie sans prise de tête, Cerf, Paris  (ISBN 978-2-204-13778-2).

Ouvrages sous sa direction
- 2009 : L'humain et la personne, Cerf, Paris  (ISBN 978-2-204-08722-3). En allemand : Der Mensch und die Person, Wissenschaftliche Buchgesellschaft, 2008  (ISBN 978-3534208753).
- 2019 : Le suicide. Regards croisés, Cerf, Paris  (ISBN 978-2-204-13085-1).

Ouvrages en collaboration
- 1997 : Profession : philosophe : Siger de Brabant, avec Ruedi Imbach, éditions du Cerf  (ISBN 9782204056960). En italien : Professione filosofo: Sigieri di Brabante, editoriale Jaca Book, 1998  (ISBN 9788816433120). En tchèque : Povoláním filosof: Siger z Brabantu a středověká universita, Oikoymenh, 2005  (ISBN 9788072981410).
- 2006 : Le sens de l'homme : au cœur de la bioéthique : contribution au débat démocratique, avec Michel Salamolard, éditions Saint-Augustin  (ISBN 9782880113810).
- 2006 : Coups de griffe: chroniques des Temps qui courent, avec Nicolas Buttet et Pascal Décaillet, éditions Saint-Augustin  (ISBN 9782880113957).
- 2012 : Montagne et philosophie : une initiation aux grands philosophes, avec François Perraudin, Slatkine, Genève  (ISBN 9782832105153) (succès de librairie).
- 2022 : Qu'est-ce que la nature ? suivi de Enfin la nature !, dit-elle, par Fabrice Hadjadj, Salvator, Paris  (ISBN 978-2-7067-2192-2).

Traducteur
- 2018 : L'âme humaine de Thomas d'Aquin, Série : Somme théologique, Cerf, Paris  (ISBN 978-2-204-12664-9).